# Браун, Альфредо
Альфредо Кэрроу Браун (англ. и исп. Alfredo Carrow Brown; 1 декабря 1886 — 30 августа 1958) — аргентинский футболист, нападающий.

## Биография
Внук шотландских эмигрантов Джеймса и Мэри Браун. Член знаменитой семьи Браунов: шестеро его братьев также стали футболистами, причём четверо из них (Хорхе, Карлос, Эрнесто и Элисео) выступали за сборную Аргентины.
Всю профессиональную карьеру провёл в клубе «Алумни», становился лучшим бомбардиром чемпионата Аргентины 1904 (11 голов). Также вызывался в национальную сборную, за которую в период с 1906 по 1911 год провёл 9 матчей и забил 4 гола. Все матчи были сыграны против сборной Уругвая.